# Eudule albata
Eudule albata är en fjärilsart som beskrevs av W. Warren 1897. Eudule albata ingår i släktet Eudule och familjen mätare. Inga underarter finns listade i Catalogue of Life.